# 공주 마곡사 해탈문
마곡사해탈문(麻谷寺解脫門)은 대한민국 충청남도 공주시 사곡면 마곡사에 있는 조선시대의 건축물이다. 1984년 5월 17일 충청남도의 문화재자료 제66호로 지정되었다.

## 개요
마곡사의 정문으로서 이 문을 지나면 속세를 벗어나 불교 세계를 들어가게 되며 해탈을 하겠다는 마음을 갖게 된다고 하여 해탈문이라 한다.
중앙통로 양편에 금강역사상과 보현, 문수 동자상을 모시고 있다.
고종 1년(1864년)에 중수하였다는 기록으로 보아 그 이전에 건립된 것으로 보인다.

## 같이 보기
- 마곡사
- 마곡사 천왕문
- 해탈

## 참고 자료
- 마곡사해탈문 - 국가유산청 국가유산포털